# ناحية غافر وبارمون
ناحية غافر وبارمون (بالفارسية: بخش گافروپارمون) هي ناحية من نواحي مقاطعة بشاكرد التابعة لمحافظة هرمزغان في إيران. وقد بلغ عدد سكانها في إحصاء السكان عام 2006 ميلادية 7,968 نسمة في 1,933 عائلة. يتبع هذه الناحية قسم ريفي واحد هو قسم غافر وبارمون الريفي.